# حمحم شوكي
حمحم شوكي (الاسم العلمي:Borago spinulosa) هو نوع غير مؤكد من النباتات يتبع جنس الحمحم من الفصيلة الحمحمية.